# Kalkmagerrasen zwischen Morschen und Sontra
Kalkmagerrasen zwischen Morschen und Sontra este o arie protejată (arie specială de conservare — SAC, sit de importanță comunitară — SCI) din Germania întinsă pe o suprafață de 444,49 ha, integral pe uscat.

## Localizare
Centrul sitului Kalkmagerrasen zwischen Morschen und Sontra este situat la coordonatele 51°03′25″N 9°57′23″E / 51.0569°N 9.9564°E.

## Înființare
Situl Kalkmagerrasen zwischen Morschen und Sontra a fost declarat sit de importanță comunitară în iunie 2000 pentru a proteja 13 specii de animale. Situl a fost protejat și ca arie specială de conservare în martie 2008.

## Biodiversitate
Situată în ecoregiunea continentală, aria protejată conține 8 habitate naturale: Formațiuni de Juniperus communis pe lande sau pajiști calcaroase, Pajiști carstice calcaroase sau bazofile, de Alysso-Sedion albi, Pajiști uscate seminaturale și facies de acoperire cu tufișuri pe substraturi calcaroase (Festuco-Brometalia) (* situri importante pentru orhidee), Fânețe de joasă altitudine (Alopecurus pratensis, Sanguisorba officinalis), Mlaștini alcaline, Păduri de fag Luzulo-Fagetum, Păduri de fag Asperulo-Fagetum, Păduri aluvionare cu Alnus glutinosa și Fraxinus excelsior (Alno-Padion, Alnion incanae, Salicion albae).
La baza desemnării sitului se află mai multe specii protejate:
- păsări (12): uliu porumbar (Accipiter gentilis gentilis), uliu păsărar (Accipiter nisus nisus), ciocârlie-de-câmp (Alauda arvensis), porumbel de scorbură (Columba oenas), prepeliță (Coturnix coturnix), capîntortură (Jynx torquilla), sfrâncioc roșiatic (Lanius collurio), ciocârlie de pădure (Lullula arborea), gaia roșie (Milvus milvus), viespar (Pernis apivorus), ciocănitoare verzuie (Picus canus), silvie de câmp (Sylvia communis)
- amfibieni (1): izvoraș-cu-burta-galbenă (Bombina variegata)

Pe lângă speciile protejate, pe teritoriul sitului au mai fost identificate 82 de specii de plante, 4 specii de amfibieni, 49 de specii de nevertebrate, 5 specii de reptile.